# Susana Anágua
Susana Anágua nasceu em 1976, é artista visual e vive e trabalha, actualmente, entre Lisboa e o Rio de Janeiro. Susana Anágua fez a sua formação artística inicial na Escola Superior de Artes e Design (ESAD) das Caldas da Rainha, onde lecciona, e postoriormente aprofundou essa fomação em Londres, na University of the Arts, Camberwell College of Arts, onde concluíu, em 2008-09, o MA Digital Arts, com uma bolsa da Fundação Calouste Gulbenkian. No seu trabalho criativo a artista costuma aborda temas e colocar questões sobre aspectos relacionados com fenómenos naturais e tecnológicos e as suas relações e impactos na vida e ambiente humanos. Nas palavras de Leonor Nazaré, curadora responsável pela exposição da artista intitulada Desnorte, realizada no Centro de Arte Moderna em 2008, "ideias como a perda de referências espaciais e a força para as recuperar são os pontos de partida para as propostas artísticas de Susana Anágua"

## Trabalhos

### Instalação
- 2008 - Cinética do Silêncio
- 2010 - Carris Project
- 2011 - Cal viva e Pólen
- 2011 - Linha d'agua
- 2011 - The red house (and Plant)

### Escultura
- 2011 -Rubick's Cube (Prémio Arte Mar/Cascais com Cristina Ataíde)
- 2004/11 -Esferas
- 2004/11 - Table/mesa
- 2007 - Desert's Rose
- 2008 - Polar
- 2013 - Desert's Rose II

### Video/Instalação
- 2009 - Piccadilly Circus
- 2004 - BucholicFence
- 2005 - Kaamos, Aurora Boreal
- 2005 - AS= A/B d Q:M
- 2005 - pre-Homo 1.2 and 3
- 2008/11 - Ir(Reversible Systems)
- 2009 - Matinha
- 2009 - Sagres Project
- 2009/10 - Tilbury Park
- 2011 - Moinhos de Santa Iria
- 2012 - Manipulation